# Einsetzungshomomorphismus
Im mathematischen Teilgebiet der Ringtheorie bezeichnet der Einsetzungshomomorphismus (auch Substitutions- oder Auswertungshomomorphismus) die eindeutige Fortsetzung eines Ringhomomorphismus zwischen zwei kommutativen Ringen mit Eins zu einem Homomorphismus des zum Definitionsbereich gehörigen Polynomrings in einer oder mehreren Veränderlichen.

## Definition
Es sei {\displaystyle \varphi \colon A\to B} ein Homomorphismus von kommutativen Ringen mit Eins. Des Weiteren bezeichne {\displaystyle A[X]} den zu {\displaystyle A} gehörigen Polynomring in einer Veränderlichen.
Zu jedem {\displaystyle b\in B} lässt sich nun eine Abbildung {\displaystyle \varphi _{b}\colon A[X]\to B} definieren, welche ein Polynom
{\displaystyle f=\sum _{i\geq 0}a_{i}X^{i}}
abbildet auf
{\displaystyle \varphi _{b}(f):=\sum _{i\geq 0}\varphi (a_{i})b^{i}}.
Man bezeichnet den so definierten Homomorphismus als Einsetzungshomomorphismus.

## Eigenschaften
Im Einzelnen gilt {\displaystyle \varphi _{b}(a)=\varphi (a)} für alle {\displaystyle a\in A}, es setzt also {\displaystyle \varphi _{b}} den Homomorphismus {\displaystyle \varphi } auf den Polynomring {\displaystyle A[X]} fort, wenn man konstante Polynome mit ihrem aus {\displaystyle A} stammenden Koeffizienten identifiziert.
Des Weiteren gilt {\displaystyle \varphi _{b}(X)=b}, was den Namen Einsetzungshomomorphismus motiviert:
Man setzt das konkrete Ringelement {\displaystyle b\in B} für die durch {\displaystyle X\in A[X]} symbolisierte Veränderliche ein.
Dass der so definierte Homomorphismus unter den gegebenen Voraussetzungen immer existiert und zudem eindeutig bestimmt ist, besagt gerade der Satz über den Einsetzungshomomorphismus.

## Verallgemeinerung auf Polynomringe in mehreren Veränderlichen

### Polynomringe in endlich vielen Veränderlichen
Ist {\displaystyle A} ein kommutativer Ring mit Eins so lassen sich induktiv Polynomringe in endlich vielen Veränderlichen definieren: Ausgehend vom Polynomring {\displaystyle A[X_{1}]} entsteht so anfangs {\displaystyle A[X_{1},X_{2}]:=A[X_{1}][X_{2}]}, indem man nun Polynome mit Koeffizienten aus {\displaystyle A[X_{1}]} zulässt. Die weiteren Schritte erfolgen analog.
Ist nun {\displaystyle \varphi \colon A\to B} ein Homomorphismus von kommutativen Ringen mit Eins und {\displaystyle A[X_{1},\dots ,X_{n}]} der zu {\displaystyle A} gehörigen Polynomring in {\displaystyle n} Veränderlichen, so lässt sich zu jedem {\displaystyle n}-Tupel {\displaystyle (b_{1},\dots ,b_{n})} in {\displaystyle B} eine Abbildung {\displaystyle \varphi _{(b_{1},\dots ,b_{n})}\colon A[X_{1},\dots ,X_{n}]\to B} definieren, die ein Polynom
{\displaystyle f=\sum _{i_{1},i_{2},\dots ,i_{n}\geq 0}a_{i_{1}i_{2}\dots i_{n}}X_{1}^{i_{1}}X_{2}^{i_{2}}\dots X_{n}^{i_{n}}}
abbildet auf
{\displaystyle \varphi _{(b_{1},\dots ,b_{n})}(f):=\sum _{i\geq 0}\varphi (a_{i_{1}i_{2}\dots i_{n}})b_{1}^{i_{1}}b_{2}^{i_{2}}\dots b_{n}^{i_{n}}}.

### Polynomringe in unendlich vielen Veränderlichen
Für einen kommutativen Ring mit Eins {\displaystyle A} lassen sich Polynome in unendlich vielen Veränderlichen auffassen als Abbildungen
{\displaystyle f\colon \mathbb {N} ^{I}\to A},
wobei {\displaystyle I} eine beliebige Indexmenge sei und {\displaystyle \mathbb {N} ^{(I)}} die Menge aller Abbildungen von {\displaystyle I} nach {\displaystyle \mathbb {N} } mit endlicher Trägermenge. Man bezeichnet den Ring der Polynome über {\displaystyle A} in unendlich vielen Veränderlichen mit {\displaystyle A[(X_{i})_{i\in I}]}.
Für einen Homomorphismus {\displaystyle \varphi \colon A\to B} zwischen kommutativen Ringen mit Eins lässt sich zu jeder Familie {\displaystyle \beta :=(b_{i})_{i\in I}} in {\displaystyle B} eine Abbildung {\displaystyle \varphi _{\beta }\colon A[(X_{i})_{i\in I}]\to B} definieren, welche ein Polynom {\displaystyle f\in A[(X_{i})_{i\in I}]} abbildet auf
{\displaystyle \varphi _{\beta }(f):=\sum _{\alpha }\varphi \left(f(\alpha )\right)b_{\alpha }},
wobei {\displaystyle \alpha :=(a_{i})_{i\in I}\in \mathbb {N} ^{(I)}} und {\displaystyle b_{\alpha }:=\prod _{i\in I}b_{i}^{(a_{i})}}.
Dieser Fall beinhaltet die Fälle für Polynome in einer bzw. endlich vielen Veränderlichen. Man betrachtet hierzu eine einelementige bzw. eine endliche Indexmenge {\displaystyle I}.

## Punktauswertung als Spezialfall
Existiert ein injektiver Ringhomomorphismus {\displaystyle \iota \colon A\to B}, ist also {\displaystyle B} eine Ringerweiterung von {\displaystyle A}, so nennt man für ein {\displaystyle b\in B} in diesem Spezialfall den zu {\displaystyle \iota } gehörigen Einsetzungshomomorphismus auch Punktauswertung {\displaystyle \iota _{b}}. Man schreibt in diesem Fall häufig {\displaystyle f(b):=\iota _{b}(f)} für den Wert von {\displaystyle f} an der Stelle {\displaystyle b}.
Man bezeichnet das Bild {\displaystyle \iota _{b}(A)} oft mit {\displaystyle A[b]}. Das Bild ist der kleinste Unterring von {\displaystyle B}, welcher sowohl das Bild {\displaystyle \iota (A)\cong A} als auch {\displaystyle b} enthält. Er besteht aus allen polynomialen Ausdrücken der Form {\displaystyle a_{0}+a_{1}b+\cdots +a_{n}b^{n}}.
Existiert für ein {\displaystyle f\in A[X]} ein {\displaystyle a\in A}, sodass {\displaystyle \iota _{a}(f)=0} gilt, so bezeichnet man {\displaystyle a} als Nullstelle von {\displaystyle f}. Von besonderer Bedeutung für die Theorie algebraischer Gleichungen ist der Kern der Abbildung {\displaystyle \iota _{b}} für ein Element {\displaystyle b} aus {\displaystyle B}, welches nicht notwendigerweise in {\displaystyle A} liegt. Ist {\displaystyle \iota _{b}} injektiv, gilt also {\displaystyle \iota _{b}(f)=0} genau dann, wenn {\displaystyle f} das Nullpolynom ist, so bezeichnet man {\displaystyle b} auch als transzendent über {\displaystyle A} und es ist {\displaystyle A[X]} isomorph zu {\displaystyle A[b]}. Andernfalls nennt man {\displaystyle b} algebraisch über {\displaystyle A}, was gleichbedeutend damit ist, dass {\displaystyle b} als Nullstelle eines Polynoms ungleich dem Nullpolynom mit Koeffizienten aus {\displaystyle A} auftritt.
Wie im Falle des Existenz- und Eindeutigkeitssatzes existieren auch für die Punktauswertung und alle damit zusammenhängenden Begriffe direkte Verallgemeinerungen auf Polynomringe in mehreren Veränderlichen.

## Beispiele
Ist {\displaystyle I} ein Ideal in einem Ring {\displaystyle A} (kommutativ und mit Einselement), so induziert der Homomorphismus {\displaystyle \varphi \colon A\to A/I\hookrightarrow (A/I)[X]}, welcher sich aus der Projektion auf den Faktorring  {\displaystyle A/I} und der Einbettung in den zugehörigen Polynomring {\displaystyle (A/I)[X]} zusammensetzt, einen Ringhomomorphismus {\displaystyle \varphi _{X}\colon A[X]\to (A/I)[X]}. Die Koeffizienten eines Polynoms {\displaystyle f\in A[X]} werden also modulo {\displaystyle I} reduziert. Hierbei wird das Monom {\displaystyle X\in A[X]} durch das entsprechende Monom {\displaystyle (1+I)X} aus {\displaystyle (A/I)[X]} substituiert.